# Strnišče, Kidričevo
Strnišče este o localitate din comuna Kidričevo, Slovenia, cu o populație de 105 locuitori.